# Max Horkheimer
 (mars 2023).
Si vous disposez d'ouvrages ou d'articles de référence ou si vous connaissez des sites web de qualité traitant du thème abordé ici, merci de compléter l'article en donnant les références utiles à sa vérifiabilité et en les liant à la section « Notes et références ».
Max Horkheimer (né le 14 février 1895 et mort le 7 juillet 1973) est un philosophe et un sociologue allemand, connu pour être le directeur de l'Institut de recherche sociale (Institut für Sozialforschung), à l'origine de la célèbre École de Francfort de 1930 à 1969, et un des fondateurs de la théorie critique (Kritische Theorie).

## Biographie
Horkheimer, qui était issu d'une riche famille industrielle juive, a obtenu l'équivalent du baccalauréat à Munich en 1919. De 1919 à 1922, il étudie à Munich, Francfort et Fribourg-en-Brisgau. En 1922, il passe un doctorat à Francfort et devient pour trois ans l'assistant de Hans Cornelius (en). En 1925, il est recruté comme Maître de conférences à l'université de Francfort.
En 1930, il devient le professeur titulaire pour la philosophie sociale à l'Université de Francfort. Il est un des cofondateurs et directeurs de l'Institut de Recherche sociale jusqu’à sa fermeture par le gouvernement national-socialiste allemand en 1933. Ayant lui-même été analysé par Karl Landauer, l'institut créé par ses soins s'est immédiatement fondé sur la base d'une collaboration avec les psychanalystes qui s'étaient réunis dans l'Institut psychanalytique de Francfort. Après l'arrivée des nazis au pouvoir et la fermeture de son institut, Horkheimer part à Genève, Paris puis New York où il refonde l'Institut pour la recherche sociale à l'université Columbia. 

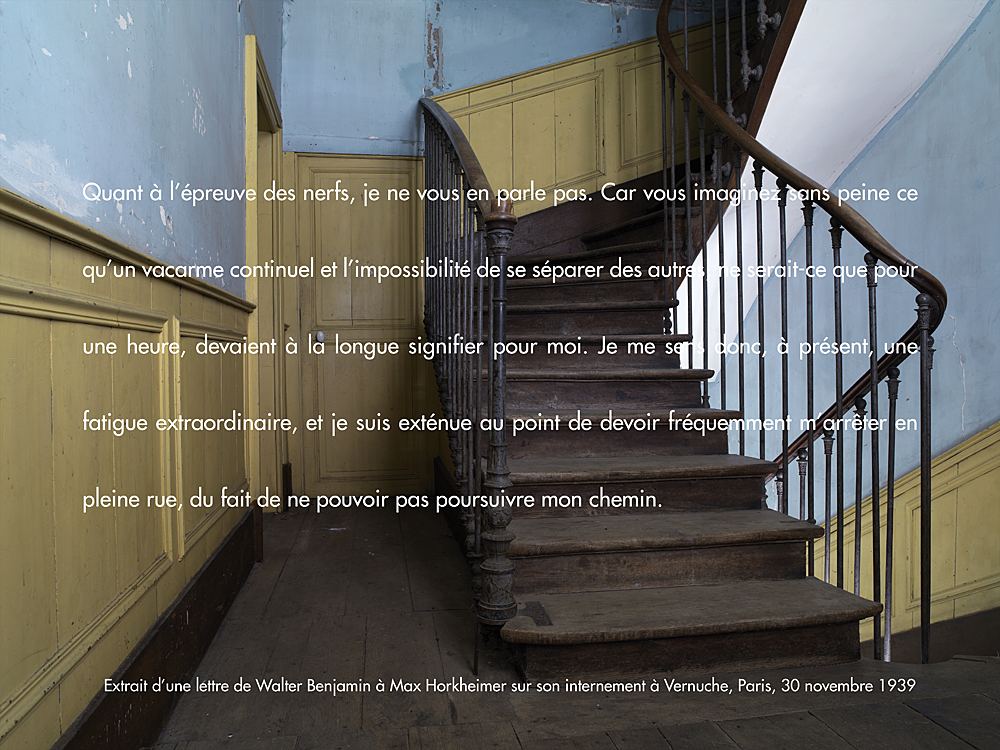
Extrait d'une lettre de Walter Benjamin à Max Horkheimer à propos de son internement au camp de Vernuche (Paris, 30 novembre 1939).

En 1947, il fait publier aux éditions Querido (Amsterdam), avec son collaborateur et ami de longue date Theodor W. Adorno, Dialektik der Aufklärung (La Dialectique de la Raison), l'un des textes les plus importants et les plus sombres de l'École de Francfort durant cette période, dans lequel ils fondent le concept d'industrie culturelle notamment. Suivra Kritik der instrumentellen Vernunft (Eclipse of Reason dans la traduction anglaise, Éclipse de la Raison dans la française) en 1949. Cette même année, Horkheimer retournera en Allemagne, à l'Université de Francfort, afin de recréer et diriger à nouveau l'Institut pour la Recherche sociale de Francfort. Max Horkheimer fut un des fondateurs et éditeurs de la Revue pour la Recherche sociale de 1932 à 1939 (imprimée à partir de 1933 à Paris par les Éditions F. Alcan-R. Lisbonne), laquelle continuera à exister en anglais entre 1940 et 1942 sous le titre Studies in Philosophy and Social Science (Columbia University Press).
Avec les philosophes Theodor W. Adorno et Herbert Marcuse, le psychanalyste Erich Fromm et l'économiste Friedrich Pollock, Horkheimer est une des figures de proue de la première période de la Kritischen Theorie (Théorie critique) de l'École de Francfort.
Son élève et successeur à la chaire de Francfort est Alfred Schmidt.
Horkheimer est citoyen d'honneur de Francfort-sur-le-Main et est enterré au cimetière juif de Berne.

## Naissance de la théorie critique
La théorie critique est une école de pensée née au travers de l’École de Francfort. Elle est, en grande partie, développée par Max Horkheimer et Theodor W. Adorno. Pour Max Horkheimer, ce courant de pensée visait à libérer l’homme de ses chaînes. Dans ce cas, il s’agit des chaînes de la société.
Amorcé vers les années 1950, la théorie critique pointait du doigt le capitalisme et ses défauts. Selon lui, le capitalisme brimait l’homme. Malgré le fait que cette théorie découle d’une philosophie marxiste, elle ne possède pas de finalité bien précise. Elle n’a comme réel mot d’ordre que de libérer les hommes.